# Kwartaire ijstijd

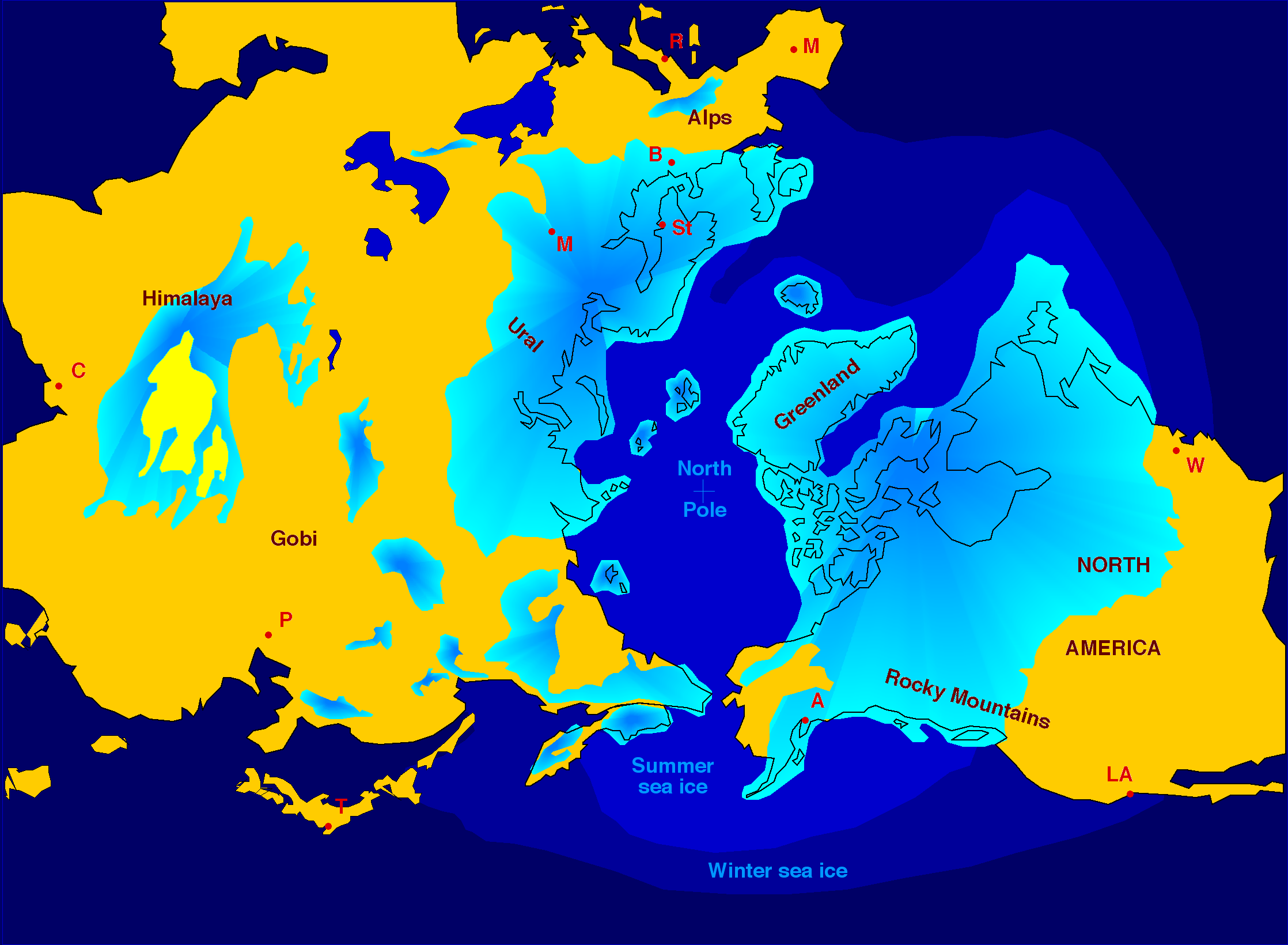
IJsbedekking op het noordelijk halfrond gedurende het Laatste Glaciale Maximum aan het eind van het Pleistoceen.

De Kwartaire ijstijd (ook bekend als de Pleistocene ijstijd, de huidige ijstijd of simpelweg de ijstijd) is de ijstijd die het gehele Kwartair omvat (van 2,588 Ma tot heden) en gekenmerkt wordt door permanente ijsbedekking op Antarctica en wellicht Groenland en het periodiek voorkomen van grote ijskappen op het vasteland van Noord-Amerika en Eurazië. Aangezien er al sinds het Oligoceen vrijwel onafgebroken sprake is van ijsbedekking op Aarde, wordt de Kwartaire ijstijd ook wel als onderdeel van de Laatcenozoïsche ijstijd gezien.

## Onderverdeling van glacialen in het Kwartair
In de nieuwste visies zijn er in de afgelopen 2,6 miljoen jaar tientallen cycli geweest van glacialen en interglacialen. Tussen ongeveer 2,6 en 1,0 miljoen jaar geleden vonden ijstijden ongeveer iedere 40.000 jaar plaats. Vanaf ongeveer 1 miljoen jaar geleden veranderde dit met de Middenpleistocene revolutie en vonden ijstijden iedere 100.000 jaar plaats. De ijstijden duurden gemiddeld ongeveer 80.000 jaar glaciaal en interglacialen ongeveer 20.000 jaar. Maar ook tijdens een glaciaal was het zeker niet voortdurend zeer koud. Een korte periode in een ijstijd waarin het relatief koud was, wordt een stadiaal genoemd. Een korte periode in een ijstijd waarin het relatief warm was, wordt een interstadiaal genoemd.
Tijdens het Kwartair waren er zowel in de glacialen als in de interglacialen altijd poolkappen. In koudere periodes werden met name de ijskappen op het noordelijk halfrond zeer groot, om in een warmere periode weer in te slinken. Het afwisselend aangroeien en afslanken van de ijskappen gebeurde in de laatste 2,6 miljoen jaar in totaal wel honderd keer (inclusief de afwisselingen van stadialen en interstadialen binnen glacialen). Op het land wissen ijskappen vaak de sporen van vorige ijskappen uit. Hierdoor is het meeste bekend over de laatste glacialen. Nederland is minstens twee keer bedekt geweest door landijs vanuit Scandinavië, van vroegere glacialen zijn in Nederland nauwelijks sporen te vinden.
De in vergelijking met nu iets koudere periode van de 15e tot halverwege de 19e eeuw wordt wel de kleine ijstijd genoemd. In deze tijd waren de winters wel strenger maar is er geen sprake geweest van oprukkend landijs van betekenis. Wel was er een uitbreiding van de vergletsjering.

### Traditionele indeling: vier glacialen

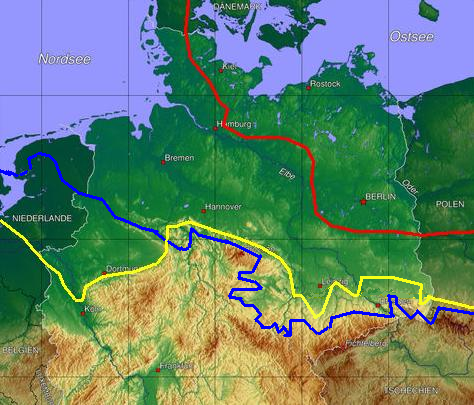
Maximale uitbreidingen van het Scandinavische landijs tijdens drie verschillende glacialen. Rode lijn: Weichselien; Gele lijn: Saalien; Blauwe lijn: Elsterien

De vroeger vaak gehoorde bewering dat er vier glacialen zijn geweest in het Pleistoceen is achterhaald. De laatste drie glacialen en tussenliggende interglacialen ("tussenijstijden") kunnen in Nederland en de aangrenzende zeebodem van de Noordzee als volgt worden onderscheiden:
| Holoceen    | Holoceen                   | 0 - 11.650        |
| Pleistoceen | Weichsel- of Würm-glaciaal | 11.650 - 117.000  |
| Pleistoceen | Eem-interglaciaal          | 117.000 - 130.000 |
| Pleistoceen | Saale- of Riss-glaciaal    | 130.000 - 380.000 |
| Pleistoceen | Holstein-interglaciaal     | 380.000 - 420.000 |
| Pleistoceen | Elster- of Mindel-glaciaal | 420.000 - 470.000 |

Vóór deze glacialen en interglacialen zijn er diverse andere koudere perioden geweest, mogelijk is het landijs al eerder tot in Noord-Nederland gekomen, maar dit is onduidelijk. De enige twee perioden waarvan met zekerheid bekend is dat gletsjers tot in Noord-Nederland reikten zijn de Saale- en Elster-glacialen.

## Klimaatreconstructies
Uit reconstructies van de gemiddelde temperatuur, verricht volgens verschillende, van elkaar onafhankelijke, wetenschappelijke methoden (onder andere analyse van de gelaagdheid en de samenstelling van de ijskappen van Groenland en Antarctica en zuurstofdatering (16O/18O) in onverstoorde sedimentlagen op de bodem van de oceaan), blijkt dat er geregeld perioden zijn geweest waarin er een zeer grote hoeveelheid water in ijskappen gebonden was (glacialen), steeds gevolgd door een fase waarin in (geologisch gezien) zeer korte tijd een aanzienlijke opwarming optrad en waarbij die ijskappen grotendeels wegsmolten (interglacialen). Deze episoden doen zich met een cyclische regelmaat voor, met onder andere twee periodelengtes van 40.000 en 100.000 jaar.
Het klimaat op Aarde wordt beïnvloed door vele factoren, zoals de intensiteit van de zonnestraling, de stand van de aardas, de ligging van de continenten, de continentverplaatsingen, de zeestromen, de bedekking van het land door vegetatie, de albedo van het aardoppervlak, de aanwezigheid van wolken in de atmosfeer, de chemische samenstelling van de atmosfeer en vele kleine andere factoren.

## Oorzaken glacialen

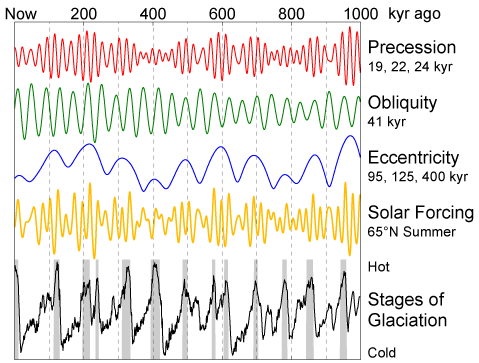
Relatie tussen de Milanković-parameters en klimaatveranderingen gedurende de laatste 1 miljoen jaar

De Servische wiskundige Milutin Milanković beschreef begin 20e eeuw veranderingen in de oriëntatie van de aardas en omloopbaan van de Aarde, naar Milanković worden deze afwisselingen wel Milankovitch cycli genoemd. In de jaren 1970 werd door onder andere de klimatologen J. Imbrie, J.D. Hays en N.J. Shackleton bewijs gevonden dat het klimaat op Aarde aan de hand van deze Milankovitch cycli verandert. Als belangrijkste externe factor voor het voorkomen van de Pleistocene afwisseling van glacialen en interglacialen wordt de hoeveelheid instraling van de Zon op het noordelijk halfrond gezien. Deze instraling varieert aan de hand van de Milanković cycli. Er zijn drie dergelijke cycli:
1. de precessie van de aardas, die ervoor zorgt dat het deel van het jaar waarin het noordelijk halfrond naar de Zon gericht is (zomer op het noordelijk halfrond), varieert
2. de obliquiteit van de aardas, de verandering van de hoek van de aardas ten opzichte van de omloopbaan
3. veranderingen in de excentriciteit van de Aardbaan

Als de aardas een grote hoek ten opzichte van de omloopbaan maakt en/of de Aarde dicht bij de Zon is in de noordelijke zomer, dan zullen de seizoenen op het noordelijk halfrond sterker zijn. Als de aardas een kleine hoek ten opzichte van de omloopbaan maakt en/of Aarde in de noordelijke winter dicht bij de Zon is, zijn de seizoenen zwakker. De excentriciteit van de aardbaan beïnvloedt vooral de mate waarin de precessie van belang is. De afwisseling tussen glacialen en interglacialen is in grote mate te wijten aan de obliquiteitscycli.
Glacialen treden op als de seizoenen op het noordelijk halfrond zwak zijn: in de warme winters is er meer sneeuw en in de koele zomers zal daarvan minder smelten. Derhalve neemt de sneeuw- en ijskap op het noordelijk halfrond toe. Bovendien versterkt dit effect zichzelf: door het grotere weerkaatsingsvermogen van de ijskap, warmt de regio nog minder sterk op.
Zwakke seizoenen op het zuidelijk halfrond hebben veel minder effect, omdat Antarctica koud genoeg is om ook buiten de glacialen met ijs bedekt te zijn (en dat al ettelijke miljoenen jaren is, sinds de Straat Drake tussen Antarctica en Zuid-Amerika zich vormde), terwijl de zeeën rond Antarctica weinig mogelijkheden tot ijsvorming geven (de Noordelijke IJszee is minder zout en kent minder stroming en kan daardoor wel gedeeltelijk bevriezen). Rond de Noordpool liggen grote continenten waardoor het zee-ijs niet ver hoeft uit te breiden om opnieuw land te bereiken (in wintertijd). Zee-ijs bouwt minder makkelijk op en smelt sneller dan landijs (het heeft een lager vriespunt).
Hoe bovengenoemde factoren precies met elkaar verband houden is niet duidelijk. Met behulp van klimaatmodellen wordt door wetenschappers een reconstructie van het klimaat en de klimaatveranderingen in het verleden gemaakt. Alhoewel er een zekere consensus bestaat onder wetenschappers, zijn er nog vele onzekerheden en tegenstrijdigheden in dit onderzoek.

## Landschapsvormen
In de Alpen zijn vele (U-vormige) dalen gevormd door uitslijping door gletsjers. Bij gletsjers in berggebieden bevinden zich karen en kartrappen, door gletsjers afgeslepen bergwanden en kammen, trogdalen en hangende dalen. Deze structuren komen in Nederland niet voor, maar uitsluitend in bergachtige gebieden. De fjorden in Noorwegen zijn door de landijsbedekking uitgeslepen. De Grote Meren in Noord-Amerika zijn gevormd tijdens de landijsbedekking in het laatste glaciaal.

### Nederland

#### Oudere ijstijden
Van oudere ijstijden is vrij weinig bewaard gebleven. Wel zijn er in oude rivierafzettingen verspoelde zwerfstenen uit Scandinavië gevonden, de zogenaamde Hattem Lagen.

#### Het Elsterien
Van het Elsterien zijn vooral diepe opgevulde tunnel valleys aangetroffen in Noord Nederland. Deze geulen kunnen enkele honderden meters diep zijn.

#### De voorlaatste ijstijd
Tijdens het voorlaatste glaciaal (Saale- of Riss-glaciaal) bereikte het landijs uit Scandinavië Nederland. Dit gebeurde aan het eind van dit tijdvak (het Saalien), ruwweg rond 150.000 jaar geleden. De landijsbedekking heeft vele sporen achtergelaten. Bij landijs vinden we vooral morenes (met zwerfstenen), stuwwallen, puinzandwaaiers en glaciale bekkens. Deze structuren komen in noordelijk en midden Nederland veel voor, onder andere de Hondsrug en de heuvels Lemelerberg, Sallandse Heuvelrug, Friezenberg, Markelose Berg, Lochemse Berg, Hettenheuvel en de heuvels van Montferland.
Gletsjers en landijs vervoeren puin dat is opgenomen langs het pad van de ijsstromen. Na afsmelten van het ijs vormt dit de grondmorene. In Nederland is de zogenaamde keileem het karakteristieke afsmeltingsproduct van de laatste ijsbedekking. In deze keileem bevinden zich zeer grote zwerfstenen (soms door de mens tot Hunebedden opgestapeld). Een relatief klein deel van het door het landijs afgezette materiaal komt uit Scandinavië. Een groot deel betreft eerder door rivieren en de zee afgezet materiaal uit Noord Nederland en aangrenzende gebieden in de Noordzee en Duitsland zelf. Een  voorbeeld van een morenelandschap is de omgeving van Lichtenvoorde: zwak golvend en vol zwerfstenen van Scandinavische oorsprong. Keileem treft men aan in heel Noord Nederland: op Texel, in de Waddenzee, in Friesland, in Groningen, in Drenthe en in aangrenzend Noord-Duitsland.

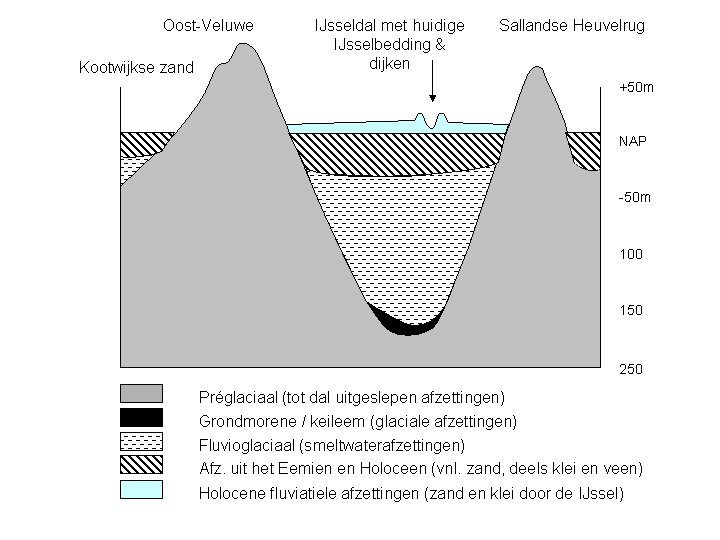
Doorsnede van het IJsseldal van west naar oost ter hoogte van Olst

Vaak ook stuwde de schuivende ijsmassa lagen bevroren ondergrond op tot stuwwallen. Voorbeelden van zulke structuren zijn de Utrechtse Heuvelrug, de Veluwe, de Sallandse Heuvelrug, de heuvelrug van Nijmegen-Kleef-Xanten en verder tot aan Düsseldorf (Duitsland). De Torenberg ten noordwesten van Apeldoorn is met 107 meter +NAP de hoogste stuwwal van Nederland.
Een belangrijk verschil tussen een morene-wal en een stuwwal is het materiaal waar uit ze bestaan. Morene-wallen bestaan uit los door het ijs getransporteerd materiaal (de leem en de keien uit de keileem). Stuwwallen bestaan uit bloksgewijs opgestuwde oudere grondlagen, die wat vervormd, geplooid en verplaatst zijn, maar verder nog zoals ze veel eerder werden afgezet. Aan de lagen is te zien dat dit oorspronkelijk horizontaal afgezet is geweest, en aan de plooiingsstructuren en vorm van de heuvels kunnen de richtingen van ijslobben aan de rand van de ijskap afgeleid worden. Tussen de hoogste stuwwallen liggen soms tot ruim honderd meters diep uitgeslepen dalen (onder het huidige IJsseldal (zie figuur), onder de Gelderse Vallei, onder Amsterdam). Deze bekkens raakten vanaf direct na hun vorming met afsmeltingsproducten, en rivier, kust en wind afzettingen opgevuld - zijn merendeels nog steeds topografische laagtes.

#### Laatste glaciaal
Tijdens het laatste glaciaal (Weichsel of Würm) was Nederland niet met landijs bedekt. De meest zuidelijke uitbreiding van het landijs was net ten oosten van Sleeswijk-Holstein in Noord-Duitsland en aangrenzend Polen.
In Nederland heerste overwegend een toendraklimaat. Tijdens de koudste en meest schrale perioden had de wind vrij spel en er werd op grote schaal dekzand afgezet, dat soms ruggen vormde. Ook werden gedurende het laatste deel van deze koude periode de rivierduinen of donken gevormd, uitgewaaid uit drooggevallen beddingen van de grotere rivieren.
Het grondwater in de ondiepe ondergrond raakte in het laatste glaciaal bevroren (permafrost). In samenhang met het bevroren raken werden in Nederland veel pingo's gevormd. De overblijfselen hiervan heten pingoruïnes. Ze zijn herkenbaar als meertjes of vennetjes. In bijvoorbeeld Drenthe liggen tal van kleine meertjes die soms erg diep zijn. Ze liggen op het plateau van Midden-Drenthe en vormen de gletsjerkommen van Smilde, Dwingeloo, Gieten, Grolloo, Hooghalen, Orvelte, Gees, Appelscha, Mekelermeer en het Esmeer. Ook op de Veluwe komen pingoruïnes voor, bijvoorbeeld het Uddelermeer.
In grote delen van Nederland is door de wind dekzand afgezet. Dit is een enkele meters dik zandpakket dat als het ware een soort afdekking vormt. Het komt voornamelijk voor in het midden, zuiden en oosten van Nederland.
In Zuid-Limburg, Midden-België en grote delen van Duitsland is door de wind löss afgezet. Löss is fijner dan dekzand (korrelgrootte in de siltfractie resp. de zandfractie) en kent daardoor ook ander bodemvorming.
In glacialen waren de grote rivieren veel breder dan in interglacialen en vervoerden ze meer zand en grind. Het merendeel van de terrassen langs bijvoorbeeld de Maas (Limburg) en de Rijn (Rhurgebied, Keulen, Bonn) bestaat uit zand en grind dat werd afgezet in glaciale periodes. De terrassen uit oudere glacialen liggen hoger en zijn bedekt met dikkere pakketten löss en dekzand.

## Zeespiegelniveau
Gedurende de Pleistocene glacialen was het niveau van de zeespiegel veel lager dan tegenwoordig. Het zeewater was opgeslagen in de ijskappen die tot drie kilometer dik waren. Als gevolg hiervan stond de zeespiegel maximaal ongeveer 125 meter lager dan tegenwoordig. De Noordzee stond dus droog en mensen en dieren konden zich zonder probleem tussen het huidige Nederland en Engeland verplaatsen. Een bewijs voor het feit dat de Noordzee droogstond wordt geleverd door vissers die soms mammoetbotten in hun netten vangen. Ook de baggerschepen die heden ten dage voor de kust bij Scheveningen zand halen hebben regelmatig resten van mammoeten in de zuigkop en in het ruim.
Ook andere ondiepe zeeën stonden droog tijdens de glacialen. Zo stond de Beringstraat tussen Siberië en Alaska droog, en waren ook Tasmanië en Australië met elkaar verbonden.

## IJstijdrelicten
IJstijdrelicten zijn planten of dieren die gedurende de glacialen de grootste uitbreiding van hun areaal hadden, en die daarom nu nog steeds hier voorkomen. Sommige plassen worden bewoond door dieren die de koudere periode overleefd hebben, bijvoorbeeld de winterzaagstaartwatervlo, een klein kreeftje (Eurycercus glacialis) dat verder alleen op Groenland voorkomt en de geelgerande watertor, die ook in Lapland leeft. De Zweedse kornoelje, de zevenster en het Linnaeusklokje zijn planten uit het Weichselien in Nederland.